# 6340 Kathmandu
6340 Kathmandu este un asteroid din centura principală de asteroizi.

## Descriere
6340 Kathmandu este un asteroid din centura principală de asteroizi. A fost descoperit pe 15 octombrie 1993 la Kitami de Kin Endate și Kazuro Watanabe. Asteroidul prezintă o orbită caracterizată de o semiaxă mare de 3,23 ua, o excentricitate de 0,14 și o înclinație de 2,3° în raport cu ecliptica.